# Rollsbach

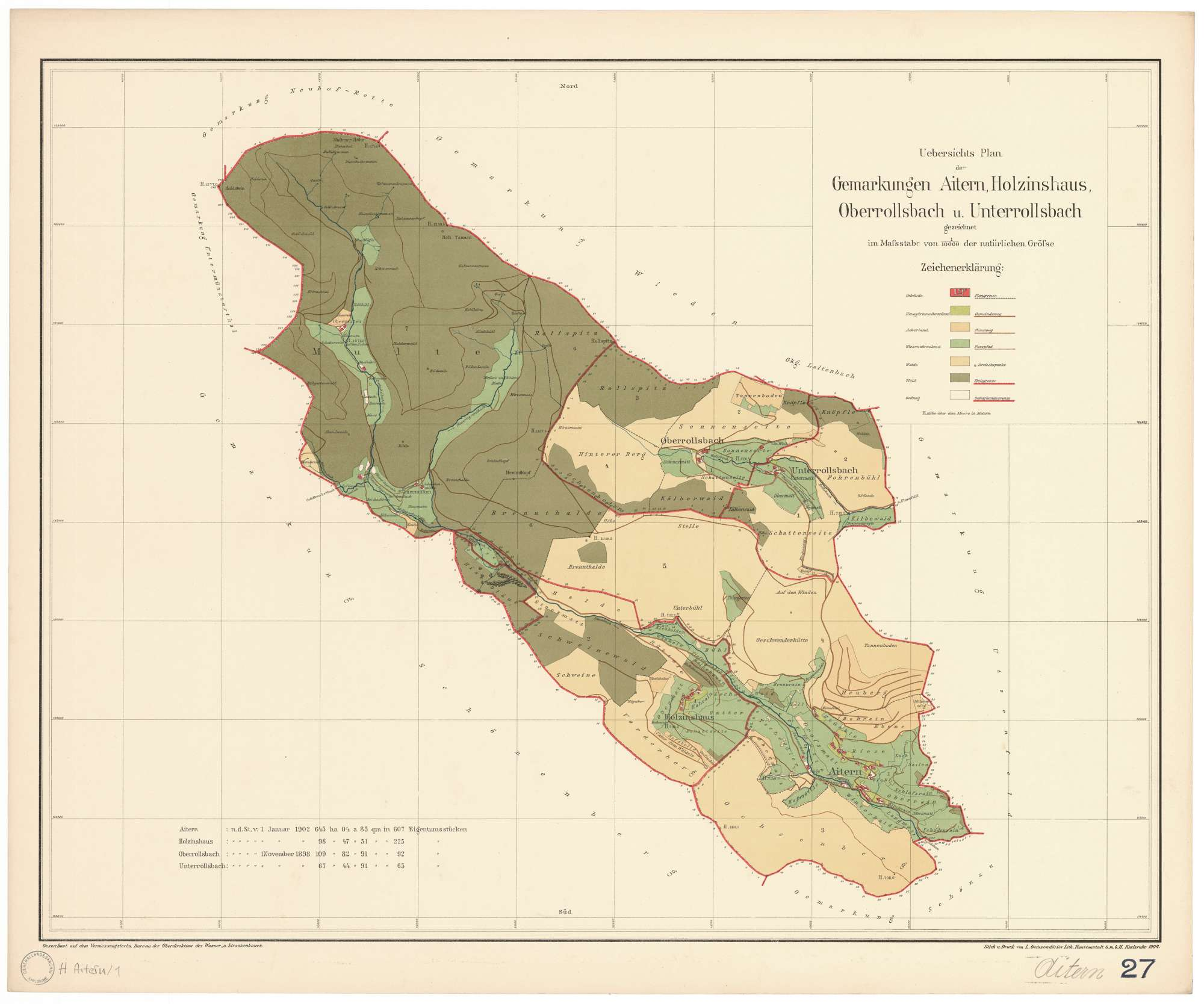
Rollsbach auf einer historischen Karte von 1904

Rollsbach ist ein Weiler, der zur Gemeinde Aitern im Landkreis Lörrach gehört. Der abgelegene Wohnplatz teilt sich in die beiden etwa 500 Meter entfernten, separaten Teile Unterrollsbach (819 m ü. NHN) und Oberrollsbach (880 m ü. NHN) auf. Der Weiler liegt auf der Nordseite des Passübergangs Auf den Winden und damit nur knapp unterhalb der Passhöhe von 840 m ü. NHN. Der namensgebende Fluss Rollsbach hat auf etwa 1100 Meter Höhe seinen Ursprung, fließt durch Oberrollsbach und mündet in den Wiedenbach. Beide Weiler liegen in einer weiten flach abfallenden Talmulde. Höchste Erhebung ist der 1236 m ü. NHN hohe Rollspitz wenige hundert Meter nordwestlich von Rollsbach, der allerdings zur Gemarkung Wiedens gehört.
Oberrollsbach umfasst ein Gebiet von 109 Hektar, Unterrollsbach 67 Hektar.

## Geschichte
Zwischen dem Rollsbacher Bauern Konrad Snelling und dem Wirt von Utzenfeld wurde 1344 mit dem Talvogt Hans Löbi ein Kaufvertrag ausgefertigt. Dies war das erste Dokument, was den Ort als Rolspach erwähnte. Der Ortsname geht vermutlich auf einen Personennamen zurück. In diesem Vertrag ist dokumentiert, dass Rollsbach zu dieser Zeit zwei Höfe hatte. Bereits 1581 gab es einen oberen und unteren Hof, der die Grundlage der späteren Stabhalterei mit eigenständiger Gemarkung bildete. 1843 führt das „Hof- und Staatshandbuch des Grossherzogthums Baden“ 23 Einwohner für Oberrollsbach und 29 für Unterrollsbach. 1934 wurden beide Gemeinden Aitern zugesprochen.

## Kapelle Marie Friedenskönigin

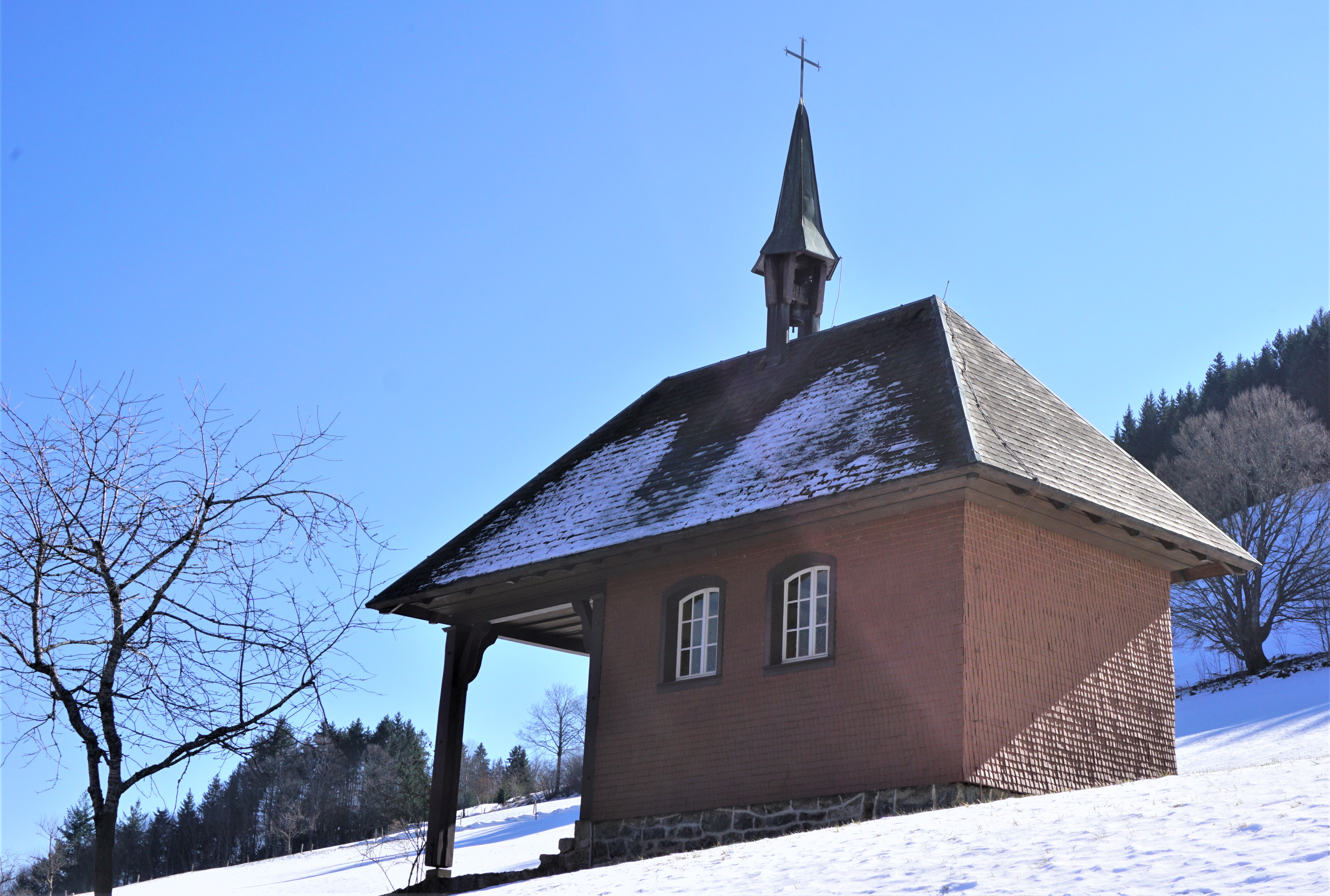
Marien-Kapelle in Aitern-Rollsbach

Nach dem ersten Spatenstich am 10. Oktober 1950 und der Grundsteinlegung am 10. Juni 1951 konnte auf Eigeninitiative der Dorfbewohner am 11. Mai 1952 die kleine Kapelle Marie Friedenskönigin bei Unterrollsbach errichtet werden. Die Kapelle verfügt über ein schindelverkleidetes Walmdach, das über der Eingangsseite vorgezogen ist. Aus der Dachkante erhebt sich ein kleiner Dachreiter. Das Altarbild wurde von Gerhard Bassler erschaffen.